# Squawk (album)
Squawk je druhé album skupiny Budgie. Bylo vydáno v září 1972 (viz 1972 v hudbě) v hudebním vydavatelství MCA Records. V roce 1973 bylo album oceněno jako „Zlaté album“.

## Seznam stop
1. Whiskey River – 3:27
2. Rocking Man – 5:25
3. Rolling Home Again – 1:47
4. Make Me Happy – 2:37
5. Hot As A Docker's Armpit – 5:53
6. Drug Store Woman – 3:14
7. Bottled – 1:57
8. Young Is A World – 8:14
9. Stranded – 6:17
  - Remasterovaná verze alba "Squawk" obsahuje navíc tyto stopy:
10. Whiskey River ("A" Side Single Version)
11. Stranded (Alternate Mix)
12. Whiskey River (2003 Version)
13. Rolling Home Again (2004 Version)

## Obsazení
- Burke Shelley – baskytara, zpěv
- Tony Bourge – kytara, zpěv
- Ray Phillips – bicí